# Skrzydlata Polska
„Skrzydlata Polska” – czasopismo o tematyce lotniczej wydawane od 1930, najstarszy periodyk o tematyce lotniczej w Polsce.
Czasopismo porusza problemy lotniczego świata (cywilnego i wojskowego), zawiera bieżące informacje na temat wystaw modelarskich, relacje ze światowych pokazów lotniczych.
„Skrzydlata Polska” została wyróżniona Dyplomem Honorowym FAI w 1966.

## Historia

### Lata 1924–1939

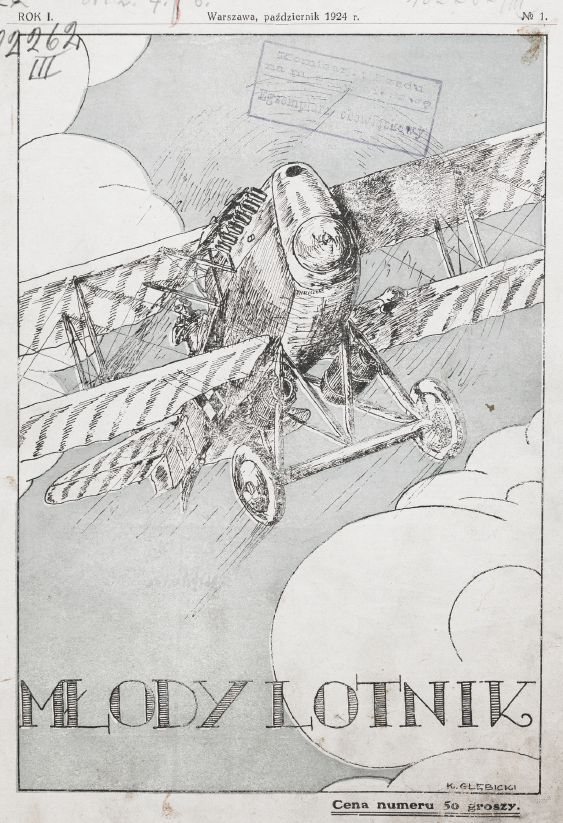
Młody Lotnik, okładka numeru 1 z 1924 r.

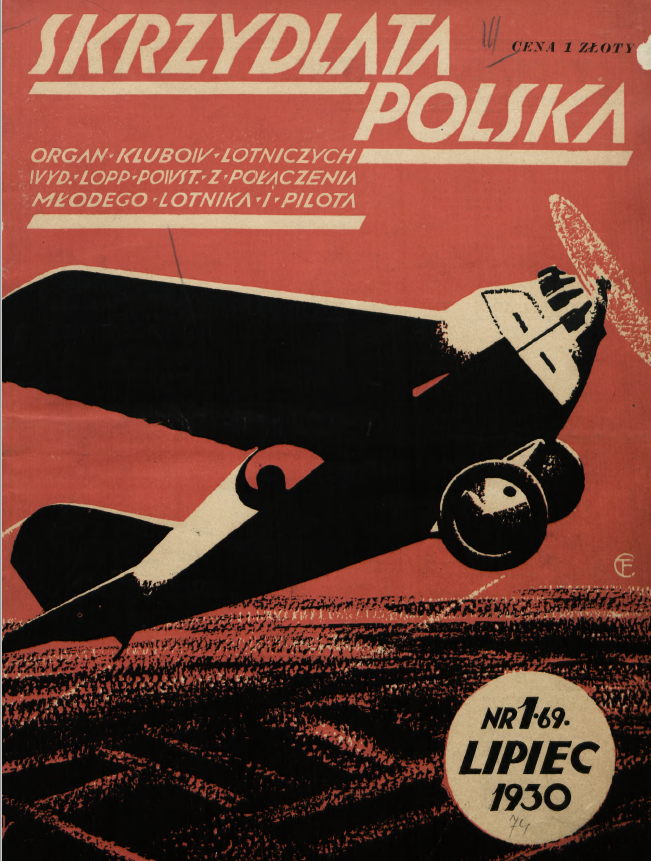
Skrzydlata Polska, okładka pierwszego numeru z 1930 r.

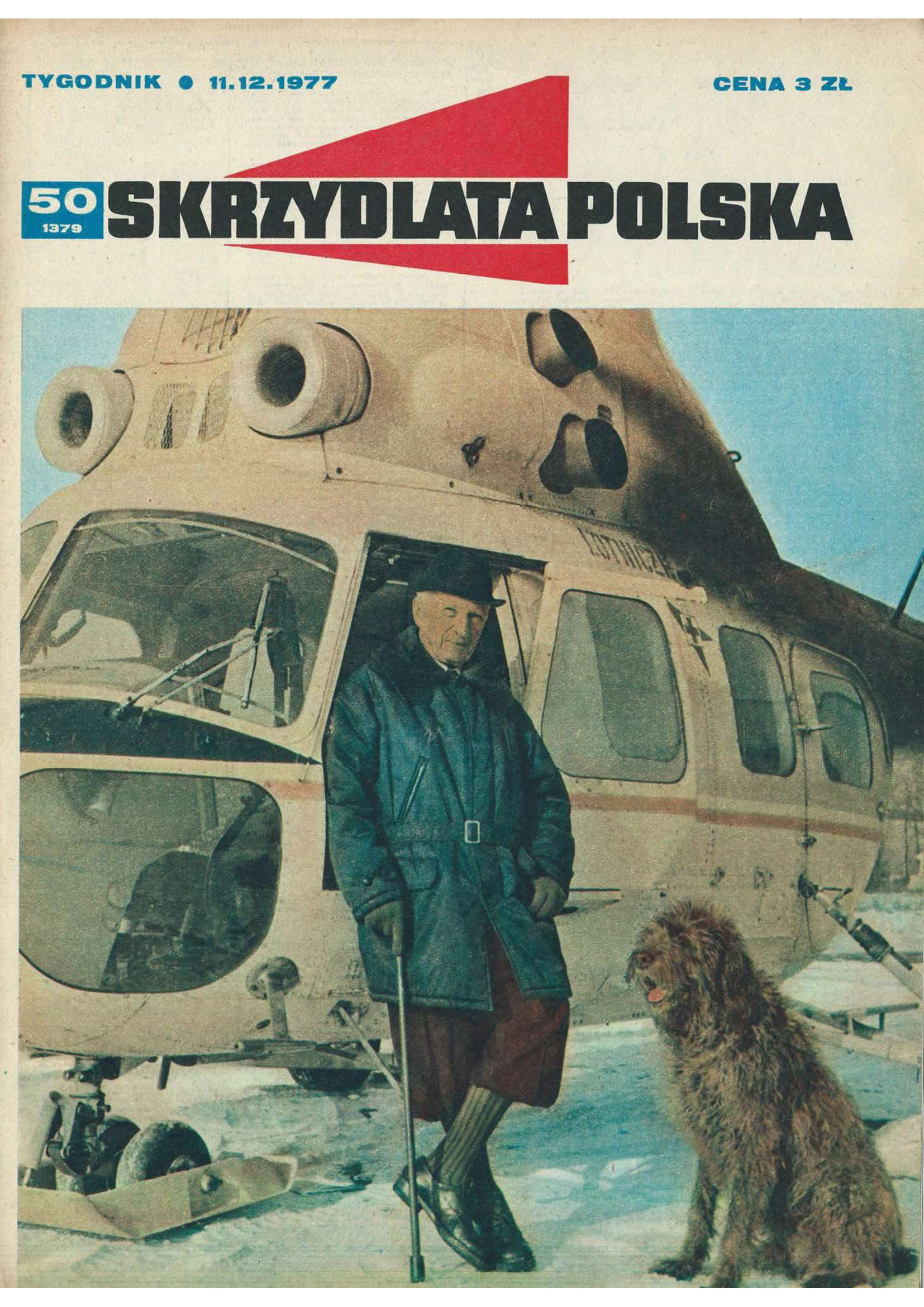
Nr 50 z 1977 r.

Początki „Skrzydlatej Polski” sięgają 1924, kiedy Jerzy Osiński, będący wówczas 18-letnim studentem, za pożyczone od swojego ojca 300 złotych zaczął wydawać czasopismo „Młody Lotnik”, którego pierwszy numer ukazał się 5 października 1924 w nakładzie 2 tys. egzemplarzy. Egzemplarz kosztował 50 (ówczesnych) groszy, a cały nakład rozszedł się w przeciągu 2 tygodni. W skład zespołu redakcyjnego weszli jeszcze Jerzy Falkiewicz, Tadeusz Kondracki oraz Kazimierz Głębicki. „Młody Lotnik” był konsekwencją wzrastającego zainteresowania tematyką lotniczą wśród młodzieży. W 1921 w gimnazjum im. Adama Mickiewicza w Warszawie powstało pierwsze koło lotnicze młodzieży. Po Warszawie podobne koła zainteresowań zaczęły powstawać w innych szkołach i miastach, na ich bazie powstał Polski Lotniczy Związek Młodzieży (PLZM). Z tego związku wywodził się Jerzy Osiński i pod jego szyldem wydał pierwszy egzemplarz „Młodego Lotnika”, jego sukces skłonił Osińskiego to dalszej pracy wydawniczej, do końca 1924 ukazały się jeszcze dwa numery czasopisma. „Młody Lotnik” uzyskał poparcie Komitetu Stołecznego Ligi Obrony Powietrznej Państwa (LOPP), która dała do dyspozycji redakcji czasopisma lokal w swoim biurze przy ul. Senatorskiej 12 w Warszawie, z którego można było korzystać po godzinach pracy Komitetu. Do wieczora redakcja korzystała z pomieszczeń Uniwersytetu Warszawskiego. Redakcja i autorzy tekstów zamieszczanych w czasopiśmie pracowali bez wynagrodzenia. 
W 1925 Komitet Stołeczny i Wojewódzki LOPP dofinansował czasopismo kwotą 500 złotych, a pod koniec tego samego roku został wydawcą „Młodego Lotnika”, który stał się teraz organem Ligi Obrony Powietrznej Państwa skierowanym do młodzieży. 
W tym samym roku przestał również istnieć Polski Lotniczy Związek Młodzieży, nie rozwiązane zostały jednak szkolne koła zainteresowań lotnictwem, funkcję związku przejął na siebie „Młody Lotnik”, patronował nowo powstałym kołom, dostarczał plany techniczne do budowy modeli szybowców, udzielał wszelkiej możliwej pomocy. W 1927 wraz z Sekcją Lotniczą Koła Mechaników Studentów Politechniki Warszawskiej, z którą czasopismo współpracowało od początku swojego istnienia, czasopismo rozpoczęło akcję skierowaną do młodzieży akademickiej a mające na celu rozpropagowanie zainteresowania lotnictwem wśród tej grupy społeczeństwa. 19 października 1927 powstał z inicjatywy „Młodego Lotnika” i jego sympatyków powstał pierwszy w Polsce Akademicki Aeroklub z siedzibą w Warszawie. Od tego momentu tytuł stał się bardziej pismem sportowo technicznym niż popularnym. Koniec lat 20. XX wieku to okres tworzenia się i konsolidacji ruchów lotniczych w Polsce, powstają pierwsze aerokluby, w tym procesie uczestniczy „Młody Lotnik”. W ramach tej konsolidacji scaleniu podlegają również czasopisma lotnicze. 1 stycznia 1930 zakończył swoją działalność jako samodzielne czasopismo, organ prasowy Śląskiego Klubu Lotniczego „Pilot”. Śląski Klub Lotniczy podpisał porozumienie, w ramach którego wydawnictwo „Młodego Lotnika” przejmowało całą działalność „Pilota”, jego reklamodawców, ogłoszenia, placówki objęte jego patronatem. W ramach porozumienia postanowiono, że po połączeniu się tych dwóch czasopism, nowe czasopismo będzie miało tytuł „Skrzydlata Polska”, a w podtytule „Dawniej Młody Lotnik”. Pierwotnie nowy tytuł miał brzmieć „Skrzydlata” jednak z uwagi na to, że już wychodziła gazetka harcerska pod tym właśnie tytułem, nowy miesięcznik został nazwany dwuwyrazowo „Skrzydlata Polska”. Miesięcznikowi patronowała Liga Obrony Powietrznej i Przeciwgazowej powstała w wyniku połączenia się Ligi Obrony Powietrznej Państwa i Towarzystwa Obrony Przeciwgazowej w 1928 jako nowa organizacja. 10 lipca 1930 ukazał się pierwszy numer „Skrzydlatej Polski” w nakładzie 4,5 tys. egzemplarzy. Miesięcznik miał 28 stron a kosztował 1 złoty. Czasopismo podkreślało fakt, iż było kontynuacją „Młodego Lotnika”, do 1933 zamieszczało informację o tym na swoich okładkach, a do 1939 miesięcznik miał podwójną numerację, obok kolejnego numeru „Skrzydlatej Polski” w nawiasie umieszczony był kolejny numer, jaki miałby „Młody Lotnik”. W 1931 do miesięcznika został włączony poznański „Sport Motorowy”. 1 lipca 1934 Liga Obrony Powietrznej i Przeciwgazowej przestała być wydawcą „Skrzydlatej Polski”, a został nim ponownie Jerzy Osiński. Miesięcznik współfinansowany był przez aerokluby, stał się również oficjalnym organem prasowym Aeroklubu Rzeczypospolitej Polskiej, nabywając do tego prawa od dwutygodnika Lot Polski. Ostatni numer, 8 (180), „Skrzydlatej Polski” przed wybuchem II wojny światowej ukazał się w sierpniu 1939, przygotowany do druku numer wrześniowy został w całości zniszczony.

### Lata 1945–2010
Po wojnie, pierwszy numer „Skrzydlatej Polski” ukazał się w maju 1945, drukiem zajęła się drukarnia z Łodzi (ul. Piotrkowska 104a) a wydawcą był Główny Zarząd Polityczno-Wychowawczy (GZPW) Wojska Polskiego. Pierwszy, podwójny numer (1–2, maj–czerwiec 1945) zawierał 24 str. + 4 okł. w dużym formacie: 30,5 x 22 cm, i kosztował 5 zł Redakcja czasopisma mieściła się w dzielnicy Warszawa-Włochy, ul. Słowackiego 16 m. 37. Następnie wydawcami byli GZPW Wojska Polskiego wraz z Aeroklubem Polski i Ligą Lotniczą. Kolejnym wydawcą było Wydawnictwo „Prasa Wojskowa” wspólnie z Ligą Lotniczą a od 1953 do 1990 Wydawnictwa Komunikacji i Łączności. Od połowy grudnia 1981 do maja 1982 „Skrzydlata Polska” nie ukazywała się, było to związane z wprowadzeniem stanu wojennego w Polsce. Na początku 1991 czasopismo zaczęła wydawać Spółka Dziennikarzy Skrzydlata Polska oraz Przedsiębiorstwo Handlu i Usług „Mirage”, ale po wydaniu czterech numerów zaprzestano działalności wydawniczej. W lipcu 1991 czasopismo powróciło jako tygodnik wydawany co dwa tygodnie (podwójne numery) – ukazało się siedem numerów i nastąpiła kolejna, tym razem prawie dwuletnia przerwa w wydawaniu czasopisma. W sierpniu 1993 nakładem wydawnictwa Agencja Lotnicza Altair Sp. z o.o. „Skrzydlata Polska” z numerem 1 pojawiła się ponownie.

## Błękitne Skrzydła
Wyróżnienie „Błękitne Skrzydła” redakcja Skrzydlatej Polski ustanowiła w 1964 roku. Od 1990 roku wyróżnienie jest przyznawane wspólnie przez Skrzydlatą Polskę i Zarząd Krajowej Rady Lotnictwa, przy wsparciu Aeroklubu Polskiego. Honorowe wyróżnienie „Błękitne Skrzydła” przyznawane jest przez kapitułę redakcji Skrzydlatej Polski, Krajowej Rady Lotnictwa za najwybitniejsze osiągnięcia w lotnictwie polskim w ciągu ostatniego roku, poprzedzającego przyznanie nagrody, oraz za całokształt wybitnej działalności dla lotnictwa polskiego, zarówno w kraju, jak i za granicą. Kandydatów do wyróżnienia zgłaszają czytelnicy Skrzydlatej Polski i członkowie Kapituły. Wręczenie Błękitnych Skrzydeł odbywa się podczas centralnych obchodów Święta Lotnictwa, 26 sierpnia każdego roku na Polu Mokotowskim w Warszawie, przy pomniku Lotników Polskich poległym w latach 1939–1945.